# Mízoch
Mízoch (ucraniano: Мі́зоч; polaco: Mizocz; yidis: מיזאָטש) es un asentamiento de tipo urbano de Ucrania perteneciente al raión de Rivne en la óblast de Rivne.
En 2020, el asentamiento tenía una población de 3427 habitantes. Desde 2020 es sede de un municipio con una población total de unos catorce mil habitantes, que incluye 25 pueblos como pedanías.
Se ubica sobre la carretera T1801, a medio camino entre Zdolbúniv y Dubno. Por el asentamiento pasa el río Stúbazka.

## Historia
Se conoce la existencia de un lugar habitado aquí en documentos desde 1322, cuando se mencionan los pueblos de "Mízoch Veliki" ("Mízoch Grande", el actual asentamiento de Mízoch) y "Mízoch Mali" ("Mízoch Pequeño", actualmente la pedanía de Mízochok). En 1594, Janusz Ostrogski compró el señorío de ambos pueblos, que a partir de 1720 pasó a manos de la familia noble Karwiccy. En 1761, Augusto III de Polonia concedió a Mízoch Veliki el título de ciudad con Derecho de Magdeburgo. Sin embargo, tras incorporarse la zona al Imperio ruso en las Particiones, la localidad perdió importancia, y en la Segunda República Polaca era sede de un municipio rural.
Hasta la primera mitad del siglo XX era un shtetl habitado principalmente por judíos, que se haría más tarde conocido por ser el lugar de nacimiento de Sonia Peres, que fue primera dama de Israel entre 2007 y 2011. En 1939, la localidad pasó a formar parte de la RSS de Ucrania, que al año siguiente le dio el estatus de capital distrital (que perdió en 1959) y asentamiento de tipo urbano, fundándose en ese momento un artel para fomentar la economía de la zona. En 1941, los invasores alemanes crearon aquí el Gueto de Mizoch, donde encerraron a los judíos de la zona para asesinarlos en octubre de 1942. Los judíos del gueto lograron organizar una rebelión contra los invasores durante dos días antes de ser asesinados; sin embargo, finalmente los alemanes tomaron el control de la localidad y en pocos días asesinaron a cuatro mil judíos, la mitad de ellos de Mízoch.
En 1943, cuando la localidad estaba ya casi vacía por la masacre del año anterior, el Ejército Insurgente Ucraniano atacó Mízoch y asesinó a numerosos polacos locales. Cuando la RSS de Ucrania recuperó el control de la zona en 1944, tardó varios años en lograr reconstruir el asentamiento, que desde entonces está habitado casi exclusivamente por ucranianos. Hasta 2020 perteneció al raión de Zdolbúniv.